# Georg Hettich
Georg Hettich (n. 12 octombrie 1978, Furtwangen im Schwarzwald, Republica Federală Germania, Germania) este un sportiv ce a reprezentat Germania, medaliat olimpic. A participat la 3 ediții ale Jocurilor Olimpice (2002, 2006, 2010) în care a câștigat o medalie de aur, două medalii de argint și o medalie de bronz.